# Honschaft Niederschwarzbach
Die Honschaft Niederschwarzbach war vom Mittelalter bis zum 19. Jahrhundert eine Honschaft im Landgericht Mettmann des bergischen Amtes Mettmann.
Zu der Honschaft gehörten laut dem Schatz- und Lagerbuch des Amtes Mettmann im 17. und 18. Jahrhundert folgende Ortschaften und Wohnplätze: Herbeck, Reinartz, Lütges, boxhauß, Seipen, Düngelers, Haußmans, Zur Kaulen, Kleuffers, böckers, fetham, Malzsacks, Metzendeller Kotten, bröckelgen, Dreckloch, Ahn den Eschen, Meißloch, Kuxhauß, Jacobs Meißenburg, Wilhelms Meisenburg, Johans Meisenburg, Köttelseiper Kotten.
Im Zuge einer Verwaltungsreform innerhalb des Großherzogtums Berg wurde 1808 die Bürgermeisterei Mettmann gebildet, von der die Honschaft Niederschwarzbach ein Teil wurde. Das Honschaftsgebiet gehörte infolgedessen im 19. Jahrhundert zur bergischen Bürgermeisterei Mettmann im Kreis Elberfeld des Regierungsbezirks Düsseldorf innerhalb der preußischen Rheinprovinz.
Nach der Statistik und Topographie des Regierungsbezirks Düsseldorf von 1832 gehörten zu der Honschaft die Ortschaften und Wohnplätze Am Bröckelchen, Am Dreckloch, An den Eschen, Bocks, Fetthamm, Hausmanns, Herbeck, Im Meisloch, Im Siepen, Jacobs Maisenburg, Kleuwers, Kuxhaus, Lüttges, Metzendelle, Reinerz und Zur Kuhlen.
Das Gebiet der Honschaft Niederschwarzbach erstreckte sich im Norden der Bürgermeisterei Mettmann, die seit 1846 eine Gemeinde gemäß der Gemeinde-Ordnung für die Rheinprovinz vom 23. Juli 1845 und seit 1856 eine Stadt gemäß der Rheinischen Städteordnung bildete. Im Jahre 1914 wurde ein Teil von Niederschwarzbach aus der Stadt Mettmann in die Stadt Wülfrath umgemeindet. In Obschwarzbach und Niederschwarzbach entstand in den 1960er Jahren eine größere geschlossene Wohnsiedlung.